# Pica (sjukdom)
Pica är en psykisk störning som innebär en onaturlig aptit för icke-livsmedel, som jord, färgkritor, skumgummi med mera. Det drabbar 10–32 procent av barn, i åldrarna 1–6 år. Vanliga komplikationer är infektioner, förgiftning, tarmobstruktioner och undernäring. Eftersom det är en psykisk störning innehåller behandlingen oftast beteendeterapi.